# Otakar Georgius Paroubek
Otakar Georgius Paroubek, též Otakar Jiří Paroubek (14. března 1856 Sadská – 4. dubna 1909 Praha) byl významným českým spisovatelem, kartografem, dramatikem a cestovatelem. Z majetku odkázaného městu Sadská vzniklo tamní Městské muzeum. Procestoval téměř celou Evropu, Malou Asii a Tunisko.

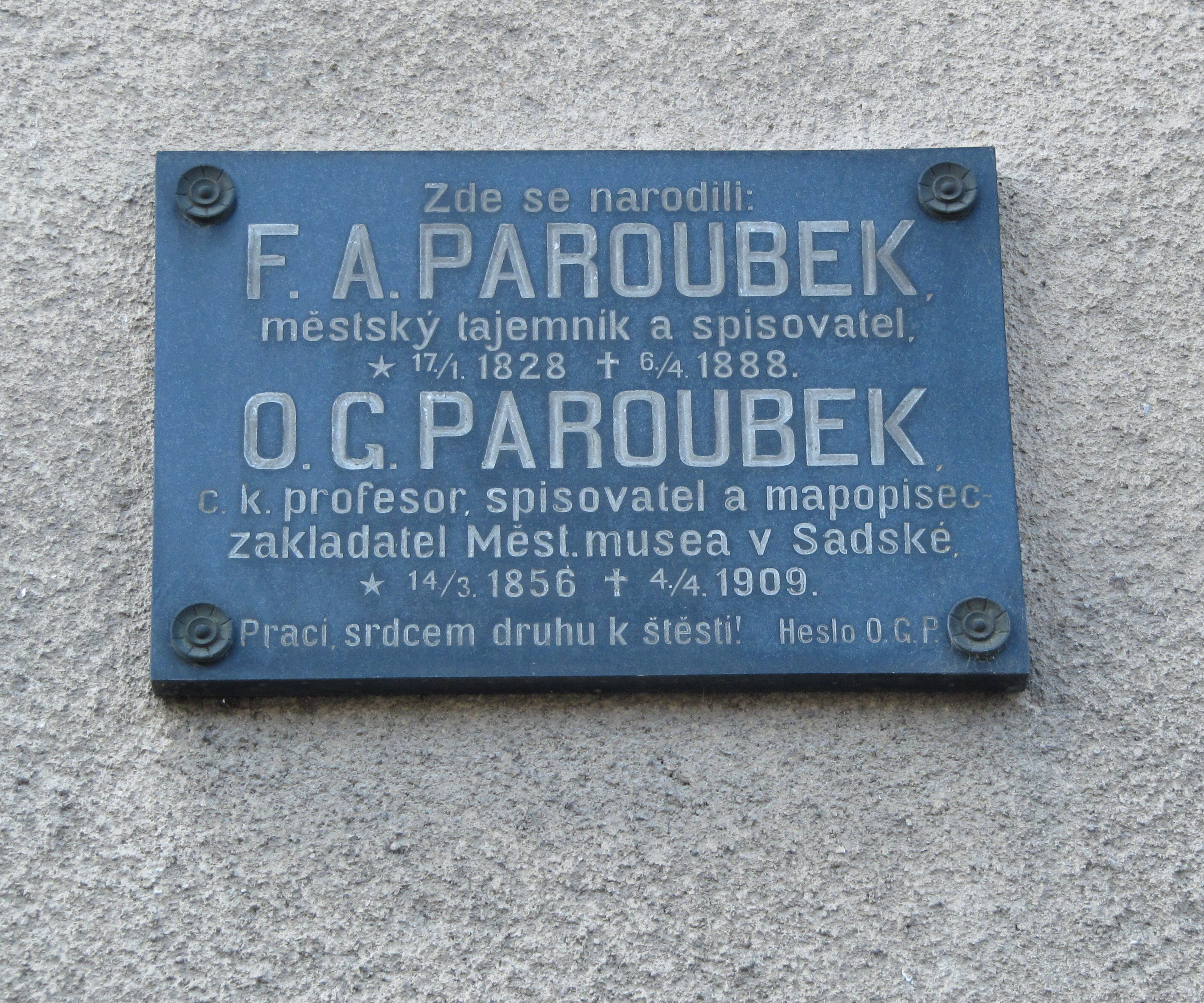
Pamětní deska na rodném domě O. G. Paroubka v Sadské u Nymburka

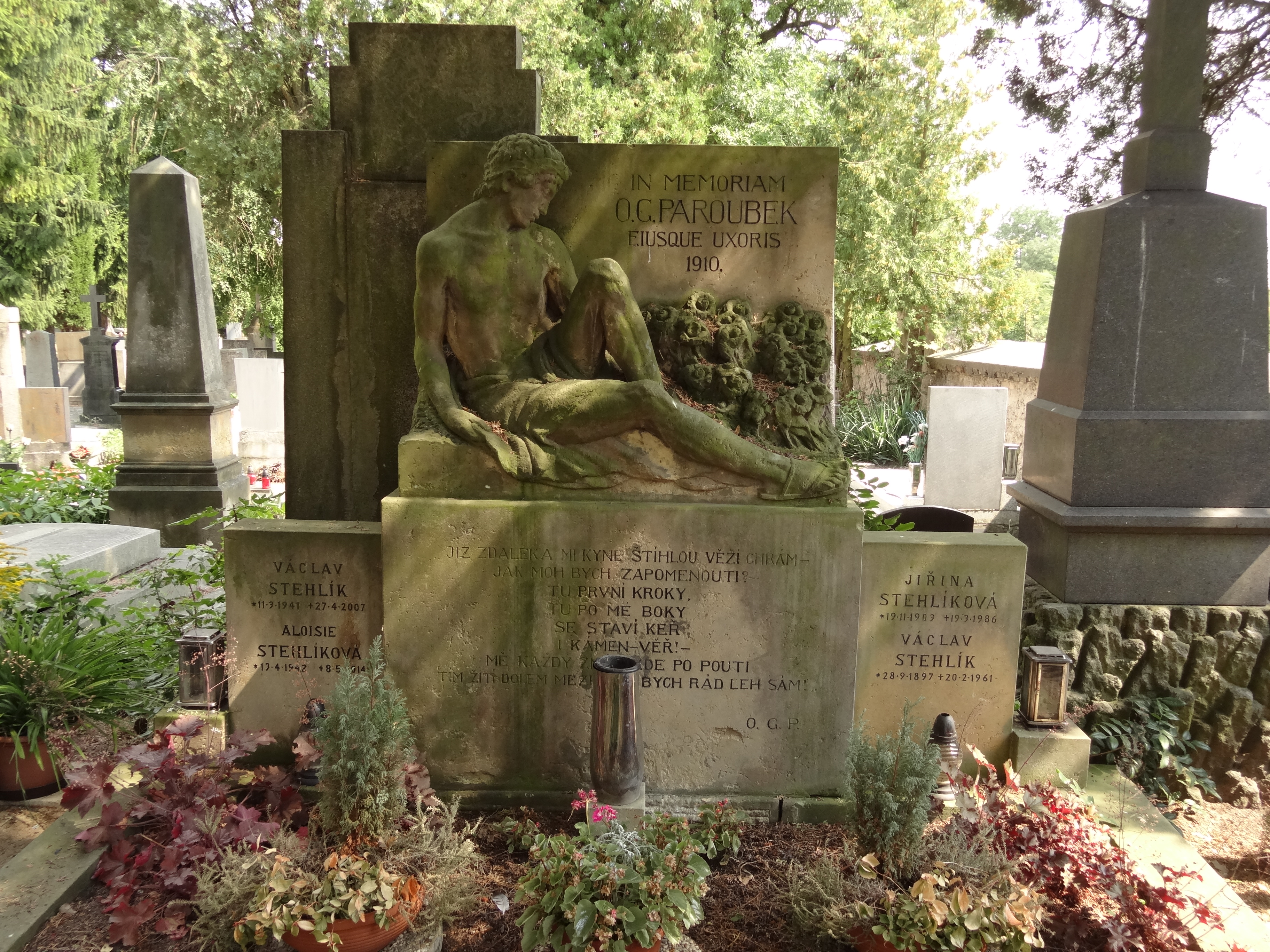
Památkově chráněný náhrobek O. G. Paroubka na hřbitově v Sadské

## Život
O. G. Paroubek vystudoval filozofickou fakultu Univerzity Karlovy v Praze. Učil na střední škole, je autorem divadelních her a básní, stál v čele ochotnického divadla v Sadské, podílel se na založení lázní v Bořích u Sadské. Jeho odborná činnost je velmi rozsáhlá. Zpracoval mapy pro vydání Ottova zeměpisného atlasu, sestavil statistické přehledy ke generálním mapám okresních hejtmanství v Čechách, přispíval do Rankova Příručního slovníku všeobecných vědomostí, redigoval Zevrubný popis království českého.

## Rodina
Otec O. G. Paroubka František Adolf Paroubek (17. ledna 1828 – 6. dubna 1888) byl významným regionálním badatelem (viz např. Letopis města Sadsky v okrese Poděbradském kraje Čáslavského v Čechách, 1859; Dějinopis města Sadska, 1888).

## Závěť
Otec a syn Paroubkovi vytvořili společně knihovnu nazývanou Georgeion, která obsahovala 3000 svazků. Ve své závěti datované 2. února 1909 odkázal O. G. Paroubek svou knihovnu městu Sadská, čímž vytvořil základ tamního muzea. Dnes je muzeum součástí Polabského muzea Poděbrady.